# Futoma
Futoma – wieś w Polsce, położona w województwie podkarpackim, w powiecie rzeszowskim, w gminie Błażowa.
| SIMC    | Nazwa     | Rodzaj    |
| ------- | --------- | --------- |
| 0644074 | Czudówka  | część wsi |
| 0644080 | Doły      | część wsi |
| 0644097 | Jaworznik | część wsi |
| 0644105 | Łanowiec  | część wsi |
| 0644111 | Łazik     | część wsi |
| 0644128 | Łęg       | część wsi |
| 0644134 | Matulnik  | część wsi |
| 0644140 | Mitów     | część wsi |
| 0644157 | Mojka     | część wsi |
| 0644163 | Obszar    | część wsi |
| 0644170 | Psiuki    | część wsi |
| 0644186 | Rola      | część wsi |
| 0644192 | Widacz    | część wsi |

W latach 1954–1959 wieś należała i była siedzibą władz gromady Futoma, po jej zniesieniu w gromadzie Błażowa. W latach 1975–1998 miejscowość administracyjnie należała do województwa rzeszowskiego.
Na przełomie XIX i XX wieku dobra we wsi posiadali Zdzisław Skrzyński, Stanisław Nowak.
We wsi urodził się Antoni Rząsa, artysta rzeźbiarz.